# 1997년 전미 비평가 협회상
제32회 전미 비평가 협회상은 1997년 최고의 영화를 기리기 위해 1998년 1월에 열린 시상식이다.

## 수상 및 후보

### 작품상
- LA 컨피덴셜 수상

### 감독상
- LA 컨피덴셜 - 커티스 핸슨 수상

### 여우주연상
- 회상 - 줄리 크리스티 수상

### 남우주연상
- 사도 - 로버트 듀발 수상

### 여우조연상
- 부기 나이트 - 줄리안 무어 수상

### 남우조연상
- 부기 나이트 - 버트 레이놀즈 수상

### 각본상
- LA 컨피덴셜 - 커티스 핸슨 수상

### 촬영상
- 쿤둔 - 로저 디킨스 수상

### 외국어영화상
- 프로메제 - 장 피에르 다르덴 수상

### 다큐멘터리상
- 빠르고, 싸고 통제 안되는 수상

### 특별공헌상
- 나이트존 - Charles Burnett 수상